# Bronisławka (Żyrardów)
Pour les articles homonymes, voir Bronisławka.
Bronisławka (prononciation : [brɔniˈswafka]) est un village polonais de la gmina de Mszczonów dans le powiat de Żyrardów de la voïvodie de Mazovie dans le centre-est de la Pologne.
Le village s'appelait auparavant Bronisławów Osuchowski et son nom a été changé officiellement le 18 décembre 2008 par décision du ministère polonais des affaires domestiques et administration.
Il se situe à environ 12 km au sud-est de Mszczonów (siège de la gmina) , 22 km au sud-est de Żyrardów (siège du powiat) et à 42 km au sud-ouest de Varsovie (capitale de la Pologne).

## Histoire
De 1975 à 1998, le village appartenait administrativement à la voïvodie de Skierniewice.